# Jamile Samuel
Jamile Sara Samuel (Amsterdam, 24 aprile 1992) è una velocista olandese.

## Biografia
Ai mondiali juniores di Moncton 2010 agguanta il bronzo in tre gare differenti: nei 100 metri in 11"56, nei 200 in 23"27 ed infine nella staffetta 4×100 m in 44"09.
Nel luglio 2011 prende parte agli europei juniores di Tallinn, fregiandosi dell'argento nei 100 e 200 metri piani.
Pur non partecipando nelle gare individuali dei mondiali di Taegu 2011 riesce ad entrare a far parte della staffetta 4×100 metri, in cui la squadra olandese riesce a stabilire un nuovo primato nazionale a 43"44 malgrado l'eliminazione alle batterie.

## Progressione

### 100 metri piani
| Stagione | Tempo | Luogo              | Data      | Rank. Mond. |
| -------- | ----- | ------------------ | --------- | ----------- |
| 2017     | 11"26 | Montgeron          | 14-5-2017 |             |
| 2016     | 11"38 | Birmingham         | 5-6-2016  |             |
| 2015     | 11"25 | Hengelo            | 24-5-2015 |             |
| 2015     | 11"25 | Zeulenroda-Triebes | 10-7-2015 |             |
| 2014     | 11"12 | Ginevra            | 14-6-2014 |             |
| 2012     | 11"38 | Leida              | 9-6-2012  |             |
| 2011     | 11"43 | Tallinn            | 22-7-2011 |             |
| 2010     | 11"44 | Zwolle             | 26-6-2010 |             |
| 2008     | 11"75 | Leida              | 14-6-2008 |             |

### 200 metri piani
| Stagione | Tempo | Luogo     | Data      | Rank. Mond. |
| -------- | ----- | --------- | --------- | ----------- |
| 2018     | 22"37 | Berlino   | 11-8-2018 |             |
| 2016     | 22"83 | Amsterdam | 7-7-2016  |             |
| 2015     | 22"95 | Mersin    | 31-5-2015 |             |
| 2014     | 22"72 | Ginevra   | 14-6-2014 |             |
| 2012     | 22"93 | Hengelo   | 27-5-2012 |             |
| 2011     | 23"28 | Smirne    | 19-6-2011 |             |
| 2010     | 23"21 | Moncton   | 22-7-2010 |             |
| 2008     | 23"57 | Bydgoszcz | 10-7-2008 |             |

## Palmarès
| Anno | Manifestazione  | Sede           | Evento      | Risultato  | Prestazione | Note                                     |
| ---- | --------------- | -------------- | ----------- | ---------- | ----------- | ---------------------------------------- |
| 2008 | Mondiali U20    | Bydgoszcz      | 100 m piani | Semifinale | 11"79       |                                          |
| 2008 | Mondiali U20    | Bydgoszcz      | 200 m piani | 6ª         | 23"76       |                                          |
| 2008 | Mondiali U20    | Bydgoszcz      | 4×100 m     | Batteria   | 45"21       |                                          |
| 2009 | Europei U20     | Novi Sad       | 4×100 m     | Bronzo     | 45"88       |                                          |
| 2010 | Mondiali U20    | Moncton        | 100 m piani | Bronzo     | 11"56       |                                          |
| 2010 | Mondiali U20    | Moncton        | 200 m piani | Bronzo     | 23"27       |                                          |
| 2010 | Mondiali U20    | Moncton        | 4×100 m     | Bronzo     | 44"09       |                                          |
| 2010 | Europei         | Barcellona     | 4×100 m     | Batteria   | 44"70       |                                          |
| 2011 | Europei U20     | Tallinn        | 100 m piani | Argento    | 11"43       | Miglior prestazione personale stagionale |
| 2011 | Europei U20     | Tallinn        | 200 m piani | Argento    | 23"31       |                                          |
| 2011 | Mondiali        | Taegu          | 4×100 m     | Batteria   | 43"44       |                                          |
| 2012 | Mondiali indoor | Istanbul       | 60 m piani  | Batteria   | 7"47        |                                          |
| 2012 | Europei         | Helsinki       | 200 m piani | 6ª         | 23"55       |                                          |
| 2012 | Europei         | Helsinki       | 4×100 m     | Argento    | 42"80       |                                          |
| 2012 | Giochi olimpici | Londra         | 4×100 m     | 6ª         | 42"70       |                                          |
| 2013 | Europei indoor  | Göteborg       | 60 m piani  | Semifinale | 7"26        | Miglior prestazione personale            |
| 2013 | Europei U23     | Tampere        | 100 m piani | Batteria   | 12"08       |                                          |
| 2013 | Europei U23     | Tampere        | 4×100 m     | 4ª         | 44"18       |                                          |
| 2013 | Mondiali        | Mosca          | 4×100 m     | Batteria   | 43"26       |                                          |
| 2014 | Mondiali indoor | Sopot          | 60 m piani  | Semifinale | 7"39        |                                          |
| 2014 | Europei         | Zurigo         | 100 m piani | Semifinale | 11"54       |                                          |
| 2014 | Europei         | Zurigo         | 200 m piani | 6ª         | 23"31       |                                          |
| 2014 | Europei         | Zurigo         | 4×100 m     | Finale     | dnf         |                                          |
| 2015 | Europei indoor  | Praga          | 60 m piani  | 7ª         | 7"19        | Miglior prestazione personale            |
| 2015 | Mondiali        | Pechino        | 100 m piani | Batteria   | dq          |                                          |
| 2015 | Mondiali        | Pechino        | 4×100 m     | Finale     | dq          |                                          |
| 2016 | Mondiali indoor | Portland       | 60 m piani  | Semifinale | 7"16        |                                          |
| 2016 | Europei         | Amsterdam      | 200 m piani | 4ª         | 22"83       | Miglior prestazione personale stagionale |
| 2016 | Europei         | Amsterdam      | 4×100 m     | Oro        | 42"04       | Record nazionale                         |
| 2016 | Giochi olimpici | Rio de Janeiro | 200 m piani | Batteria   | 23"04       |                                          |
| 2016 | Giochi olimpici | Rio de Janeiro | 4×100 m     | Batteria   | 42"88       |                                          |
| 2017 | World Relays    | Nassau         | 4×100 m     | 4ª         | 43"17       |                                          |
| 2017 | Mondiali        | Londra         | 100 m piani | Batteria   | 11"52       |                                          |
| 2017 | Mondiali        | Londra         | 4×100 m     | 8ª         | 43"07       |                                          |
| 2018 | Mondiali indoor | Birmingham     | 60 m piani  | Batteria   | 7"34        |                                          |
| 2018 | Europei         | Berlino        | 100 m piani | 5ª         | 11"14       |                                          |
| 2018 | Europei         | Berlino        | 200 m piani | Bronzo     | 22"37       | Miglior prestazione personale            |
| 2018 | Europei         | Berlino        | 4×100 m     | Argento    | 42"15       | Miglior prestazione personale stagionale |
| 2019 | Europei indoor  | Glasgow        | 60 m piani  | Semifinale | 7"31        |                                          |
| 2019 | Mondiali        | Doha           | 200 m piani | Semifinale | 23"02       |                                          |
| 2019 | Mondiali        | Doha           | 4×100 m     | Batteria   | 43"01       |                                          |
| 2021 | Europei indoor  | Toruń          | 60 m piani  | Bronzo     | 7"22        | Miglior prestazione personale stagionale |
| 2021 | World Relays    | Chorzów        | 4×100 m     | Bronzo     | 44"10       |                                          |
| 2022 | Europei         | Monaco         | 200 m piani | Semifinale | 23"13       |                                          |
| 2022 | Europei         | Monaco         | 4x100 m     | 5ª         | 43"03       |                                          |
| 2023 | Giochi europei  | Chorzów        | 4×100 m     | Oro        | 42"61       | [ 3 ]                                    |
| 2023 | Mondiali        | Budapest       | 4x100 m     | Finale     | dnf         |                                          |

## Altre competizioni internazionali
2023
- Oro ai Campionati europei a squadre di atletica leggera ( Chorzów), staffetta 4x100 m - 42"61